# Años 510 a. C.
Los años 510 antes de Cristo transcurrieron entre los años 519 a. C. y 510 a. C. 

## Acontecimientos
- 519 a. C.: en China, Jing de Zhou se convierte en rey de la dinastía Zhou.
- 516 a. C.: en el Subcontinente indio el rey persa Gustaspe completa la ocupación de Panyab.
- 515 a. C. (12 de marzo): en Israel se completa la construcción del Templo de Jerusalén.
- 515 a. C.: en Esparta inicia su reinado Demarato.
- 514 a. C.: Tracia es sometida por Darío I.
- 514 a. C.: en China, el rey Helu de Wu establece como su capital la Gran Ciudad de Helu (actual Suzhou).
- 514 a. C.: Harmodio y Aristogitón asesinan a Hiparco, hermano de Hipias.
- 513 a. C.: Darío el Grande somete a los getas y Tracia oriental en su guerra contra los escitas.
- 511 a. C.: En Japón termina el reinado del tercer emperador: el Emperador Annei.
- 510 a. C.: en la Antigua Grecia, sucede una revolución popular: Hipias, hijo de Pisístrato y tirano de Atenas, es expulsado por una revuelta popular apoyada por Cleómenes I, rey de Esparta y sus fuerzas.
- 510 a. C.: en Roma termina el reinado de Lucio Tarquinio el Soberbio, último rey de los tradicionales siete reyes de Roma. Lucio Junio Bruto convocó al Senado, que decidió la expulsión de Tarquinio. Al año siguiente, Roma se convierte en república.
- 510 a. C.: En Japón inicia el reinado del Emperador Itoku como cuarto emperador del reino.

## Personas destacadas
- 519 a. C.: nace Jerjes I de Persia.
- 515 a. C.: (fecha probable): nace Parménides de Elea, filósofo griego.
- 511 a. C.: muere a la edad de 56 años, el tercer emperador de Japón, Annei.
- 510 a. C.: Cimón de Atenas, jefe del partido aristocrático de Atenas (fecha aproximada).